# Frankenwall o. Nr. (Stralsund)
Das Gebäude Frankenwall (ohne Nummer) in Stralsund ist ein denkmalgeschütztes Bauwerk in der Straße Frankenwall, östlich des Wichmannsgangs.
Der eingeschossige Backsteinbau stammt aus dem 19. Jahrhundert. Beim Bau wurde er neogotisch geformt. Die Fenster sind größtenteils spitzbogig angelegt. An seiner westlichen Längsseite ist ein Mittelrisalit mit blendengegliedertem Giebel zu sehen. An den beiden Schmalseiten ist jeweils ein Fachwerkanbau vorhanden.
Das Haus im Kerngebiet des von der UNESCO als Weltkulturerbe anerkannten Stadtgebietes des Kulturgutes „Historische Altstädte Stralsund und Wismar“ ist in die Liste der Baudenkmale in Stralsund eingetragen.